# Pediobius acraconae
Pediobius acraconae är en stekelart som beskrevs av Kerrich 1973. Pediobius acraconae ingår i släktet Pediobius och familjen finglanssteklar.
Artens utbredningsområde är Nigeria. Inga underarter finns listade i Catalogue of Life.